# Midfield
Midfield – miasto w Stanach Zjednoczonych, w stanie Alabama, w hrabstwie Jefferson. W roku 2023 miasto zamieszkiwało 4960 osób, a gęstość zaludnienia wynosiła 740,3 osoby/km².